# 아리요시 히로이키
아리요시 히로이키(일본어: 有吉弘行, ありよしひろいき)는 일본의 희극 배우이다.

## 경력
소속사는 오오타 프로덕션. 1994년 사루간세키라는 콤비로 데뷔해, 1996년 '나가라!전파소년(進め!電波少年)'이라는 방송에서 히치하이크 기획으로 인기가 폭발적으로 올랐다. 한동안 침체기를 겪다가 2004년 콤비 해산. 2007년경부터 다시 주목받기 시작해 현재는 많은 인기와 호감도를 자랑하는 중견게닌의 위치에 있다.